# Deadhunt
Deadhunt (в рус. локализации «DeadHunt: Охотник на Нежить») — компьютерная игра в жанре шутера от первого лица с элементами survival horror. Игра разработана компанией REL Games и выпущена 28 марта 2005 года для PC-совместимых компьютеров. В России игра вышла 26 мая 2005 года в локализации от Акеллы.
Игра включает в себя 40 миссий, не связанных сюжетом, в каждой из которых игрок должен, уничтожая разнообразных врагов (зомби, скелеты, пауки), выполнить определённое задание. Игровой процесс Deadhunt традиционен для аркадных шутеров: игрок, активно передвигаясь по уровню, уничтожает с помощью стрелкового оружия и гранат многочисленных противников, используя при этом различные бонусы для улучшения характеристик управляемого персонажа.
Deadhunt получила невысокие оценки критиков. В основном обозреватели негативно отзывались о графике и недостаточном разнообразии игрового процесса.

## Разработка
Deadhunt создавался студией «REL Games» в 2004-2005 годах. Основной целью проекта, по словам разработчиков, являлось создание аркадного шутера от первого лица, который бы вбирал в себя лучшие черты этого жанра, но при этом и содержал в себе новые идеи. Во многом на игру повлияли двумерные шутеры, подобные Crimsonland.
Игра была издана 28 марта 2005 года. В апреле были выпущены две свободно распространяемые демоверсии игры. В России игра была локализована и издана компанией Акелла.

## Игровой процесс
В Deadhunt есть три игровых режима: кампания (англ. campaign), выживание (англ. survival) и жадность (англ. greed). Кампания состоит из 40 миссий, которые открываются по мере прохождения. Режим «выживание» представляет собой бесконечную миссию, которая рано или поздно заканчивается смертью управляемого игроком персонажа, и при этом цель — заработать как можно больше очков. Режим «жадность» схож с режимом «выживание», но игрок сам определяет время завершения игры между раундами, а в случае смерти результат обнуляется.
Действие проходит на одной из двух карт, имеющих форму круга. В каждой миссии имеется определённое задание, как правило, заключающееся в уничтожении определённого количества врагов, но в игре присутствуют и другие задания, например сбор артефактов. Задача игрока — уничтожение монстров с целью зарабатывания очков за их убийство. После завершения каждой миссии игрок может вписать свое имя в таблицу рекордов в зависимости от своего результата.
Deadhunt предоставляет 4 уровня сложности (по возрастающей): турист (англ. tourist), рекрут (англ. recruit), воин (англ. marine) и герой (англ. hero). С повышением сложности увеличиваются наносимый монстрами урон, скорость их передвижения и количество очков за их убийство. Изначально игроку доступны только первые три уровня сложности, а для разблокировки сложности «герой» необходимо пройти игру на сложности «воин».

Скриншот из игры, на котором показан один из видов врагов — пауки

Противники в игре делятся на три вида: зомби, скелеты и пауки. Каждый из них включает более десятка различных монстров, которые отличаются друг от друга типом оружия, броней и запасом здоровья. Зомби и скелеты схожи между собой по характеристикам, вооружению и броне; пауки отличаются от них отсутствием оружия, низким уроном, высокой скоростью и небольшими размерами, усложняющими прицеливание игроку. Из уничтоженных монстров иногда выпадают бонусы и руны, которые игрок может подбирать и использовать. В некоторых миссиях бонусы могут появляться и при других обстоятельствах, например, через определённые промежутки времени. Бонусы в Deadhunt разнообразны: одни дают дополнительные очки, другие восполняют здоровье, третьи дают временное усиление боевых характеристик.
По эффекту руны схожи с одноразовыми бонусами, но только они дают меньшее улучшение характеристик и действуют до конца миссии. Количество рун, которые может подобрать персонаж, ограничено, и в связи с этим игрок должен быть осмотрителен при их выборе. После того, как игрок подберёт максимальное количество рун, новые руны больше не появляются.
В игре существуют 7 видов оружия (пистолет, пистолет-пулемет, автомат и другие), которые отличаются друг от друга по боевым характеристикам и влияют на скорость передвижения персонажа. Дополнительно игрок может пользоваться гранатами. Стреляя во врагов можно выбивать оружие из их рук, а также отстреливать им конечности и части брони.

## Отзывы
| Сводный рейтинг       | Сводный рейтинг |
| Агрегатор             | Оценка          |
| --------------------- | --------------- |
| GameRankings          | 59,25 %         |
| Русскоязычные издания |                 |
| Издание               | Оценка          |
| Absolute Games        | 77/100          |
| «Игромания»           | 7/10            |

Игра получила неоднозначные оценки в иностранной прессе. Игру критиковали за слабую графику и однообразие игрового процесса. На российском ресурсе Absolute Games игре была поставлена оценка 77/100, а в публикации к недостаткам причислены однообразие миссий и малое количество локаций. К сильным сторонам обозреватель отнёс динамичный игровой процесс, большое количество врагов, фоновые звуки и музыкальное сопровождение. Подводя итоги, рецензент писал: «Крепкий проект для тех, у кого все в порядке с рефлексами. Сногсшибательной графики в Deadhunt нет, но он способен скрасить скучный обеденный перерыв или последние минуты перед сном». Алексей Моисеев в журнале «Игромания», помимо монотонных заданий, причислил к минусам игры примитивный искусственный интеллект врагов. Отдельно он отметил локализацию игры: «Тексты, коих в Deadhunt очень немного, переведены аккуратно и не режут глаз стилистическими и грамматическими ошибками. Шрифты тоже подобраны нормально».
Обозреватели отмечали сходство игры с Serious Sam, Alien Shooter и Crimsonland.